# 前274年
| 千纪： | 前1千纪 |
| 世纪： | 前4世纪 \| 前3世纪 \| 前2世纪 |
| 年代： | 前300年代 \| 前290年代 \| 前280年代 \| 前270年代 \| 前260年代 \| 前250年代 \| 前240年代                                                     |
| 年份： | 前279年 \| 前278年 \| 前277年 \| 前276年 \| 前275年 \| 前274年 \| 前273年 \| 前272年 \| 前271年 \| 前270年 \| 前269年                       |
| 纪年： | 周赧王四十一年 魯頃公六年 齊襄王十年 趙惠文王二十五年 魏安僖王三年 韓釐王二十二年 秦昭襄王三十三年 楚頃襄王二十五年 衛懷君十九年 燕惠王五年 |

## 大事记
- 塞琉古帝國突襲托勒密王朝，奪取敘利亞及南安那托利亞沿海地區，第一次敘利亞戰爭（前274年–前271年）爆發。
- 魏復與齊合從。秦穰侯魏冉伐魏，拔四城，斬首四萬。
- 魯湣公薨，子魯頃公讎立。
- 伊庇魯斯同盟統帥皮洛士在新添一支高盧傭兵後，在一場戰役中擊敗了馬其頓國王安提柯二世，再一次攫取了馬其頓王國。